# Ime Okon
Ime Okon (Sudáfrica; 20 de febrero de 2004) es un futbolista de Sudáfrica que juega en la posición de defensa central con el Hannover 96 de la 2. Bundesliga desde el 2025. Es hermano del atleta Udeme Okon.

## Carrera

### Club
| Periodo   | Club              |
| --------- | ----------------- |
| 2023–2025 | SuperSport United |
| 2025–     | Hannover 96       |

### Selección nacional
Debutó con Sudáfrica el 4 de junio de 2025 en la derrota por 0-1 ante Mozambique en Bloemfontein por la Copa COSAFA 2025 y su primer gol internacional lo anotó tres días después en la victoria por 2-0 sobre Zimbabue.